# FC Olt Scornicești
Az FC Olt Scornicești korábbi élvonalbeli román labdarúgócsapat, amely jelenleg a román negyedosztályában szerepel.

## A klub története
A klubot 1973-ban alapították az akkori román diktátor, Nicolae Ceaușescu szülőfalujában, Scorniceștiben. Az állami vezetés részéről erőteljes támogatást élvező klub gyorsan fejlődött és egyre magasabb osztályba jutott. 1978-ban megnyerte a harmadosztály küzdelmeit, egy évre rá pedig különös körülmények között bajnok lett a másodosztályban is: a szomszéd település csapata, az Electrodul Slatina ellen 18–0-ra győzött az FC Olt, és jobb gólkülönbségének köszönhetően került magasabb osztályba. 1979 őszétől 11 éven át a román élvonalban szerepelt. Ekkor már válogatott játékosok igazoltak a csapathoz, és egy 18 000 férőhelyes stadionban játszottak, mely az alig pár ezres lélekszámú faluban épült. Legjobb eredményét 1982-ben érte el, ekkor úgy lett negyedik a bajnokságban, hogy a dobogóról csak rosszabb gólkülönbsége miatt szorult le az azonos pontszámot elért Corvinul Hunedoara mögött, így kis híján az európai kupákban is szerepelhetett. A romániai forradalom és rendszerváltás pillanatában azonban megszűnt a csapat támogatottsága és ki is esett az élvonalból, sőt, legjobb eredményeként a másodosztályban tudott még egy idényt tölteni 1991–92-ben. Jelenleg is a negyedosztályban szerepel.

## Válogatott játékosok
A klub színeiben tizenegy olyan játékos is pályára lépett, akik a román válogatottban is szerepeltek.
| Románia - Ilie Balaci - Ilie Bărbulescu - Adrian Bumbescu - Zoltan Crișan - Ilie Dumitrescu - Gheorghe Mihali | Románia - Daniel Minea - Dorinel Munteanu - Dan Petrescu - Victor Pițurcă - Marin Radu |

## Sikerek
Divizia A
- Legjobb helyezés: 4. 1981–82

Divizia B
- Bajnok (1): 1978–79

Divizia C
- Bajnok (2): 1977–78, 1990–91